# Delminichthys adspersus
 Delminichthys adspersus és una espècie de peix cipriniforme de la família dels ciprínids.

## Morfologia
Els mascles poden assolir els 10 cm de longitud total.

## Distribució geogràfica
Es troba a Eslovènia, Croàcia, Bòsnia i Hercegovina, Sèrbia, Montenegro i Albània.